# NBA Basketball
NBA Basketball (Le Basketball NBA pour la version canadienne francophone) est un jeu vidéo de basket-ball développé par APh Technological Consulting et édité par Mattel Electronics, sorti en 1980 sur la console Intellivision sous licence de la National Basketball Association. Il a également été publié sous le nom Basketball notamment dans sa version Sears.

## Développement
Le jeu a été développé par Ken Smith chez APh Technological Consulting.

## Accueil
La presse de l'époque apprécie généralement l'utilisation du pavé numérique de la manette avec son overlay, facilitant le déplacement du ballon sur le terrain et la mise en place d'un tir au panier réussi,. Cependant, Howard Blumenthal trouve au contraire qu'assigner ainsi 9 touches aux passes fait de NBA Basket « l'un des jeux les plus déroutants de l'Intellivision », l'overlay contenant trop d'informations concernant le jeu offensif, et recommande aux joueurs, particulièrement les novices, de bien tester le jeu en magasin avant leur achat.
TeleMatch salue la qualité « exceptionnelle » du jeu, au même titre que les autres productions sportives de Mattel Electronics.

## Héritage
Courant 1981, Scott Bishop est chargé de travailler sur une version améliorée, Basketball II. Celle-ci devait ajouter la possibilité de jouer seul contre l'ordinateur, un écran scrollable doublant la surface du terrain de jeu, 4 joueurs par équipe au-lieu de 3. Mais le développement est suspendu lorsque Mattel donne la priorité à d'autres titres sportifs en vue de la sortie du module ECS (en) et ne sera jamais repris.
En 1987, INTV sort Slam Dunk: Super Pro Basketball, présenté comme une version améliorée ajoutant plusieurs nouveautés (dont un mode « manager » et les statistiques de joueurs) et basé sur le code source de Basketball.
Basketball est présent, émulé, dans la compilation Intellivision Lives! (en) sortie sur diverses plateformes.
Le 5 mai 2010, Basketball est ajouté au service Game Room (en) de Microsoft, accessible sur Xbox 360 et PC.